# Han Myung-Woo
Han Myung-Woo (Dangjin, Corea del Sur, 12 de noviembre de 1956) es un deportista surcoreano retirado especialista en lucha libre olímpica donde llegó a ser campeón olímpico en Seúl 1988.

## Carrera deportiva
En los Juegos Olímpicos de 1988 celebrados en Seúl ganó la medalla de oro en lucha libre olímpica de pesos de hasta 82 kg, por delante del luchador turco Necmi Gençalp (plata) y del checoslovaco Jozef Lohyňa (bronce).